# Mike Chang
Mike Chang is een personage van de Amerikaanse televisieserie Glee van Fox Broadcasting Company, gespeeld door Harry Shum, Jr.. Hij is een van de leden van de fictieve Glee Club en de feitelijk bestaande Glee Cast.